# La mascherata
La mascherata è un romanzo breve dello scrittore Alberto Moravia, pubblicato nel 1941. Il libro, che metteva in scena un regime totalitario in un imprecisato Paese sudamericano, fu ben presto sequestrato dalla censura fascista.

## Trama
La mascherata si avvale di uno scenario da America Latina, in una dittatura immaginaria guidata da Tereso Arango, salito al potere dopo dieci anni di guerra civile. Il generale, dopo un primo periodo del suo governo in cui aveva dovuto ricorrere alle maniere forti per pacificare il Paese, vede la sua popolarità affermata; pianifica quindi la liquidazione del capo della polizia, Osvaldo Cinco, compagno feroce delle prime lotte. Avendo visto il proprio ascendente su Tereso diminuito di anno in anno, il Cinco decide di inscenare un falso attentato ai danni del generale, che, spaventato, avrebbe rinunciato a sostituirlo. Il Cinco sceglie come occasione per attuare il suo piano una festa in maschera alla quale Tereso avrebbe partecipato nei giorni successivi: decide quindi di rivolgersi ad un agente provocatore, il Perro, per ultimare i preparativi della finta congiura.
Il grande evento mondano a cui Tereso era stato invitato si sarebbe svolto nella villa di una ricca duchessa, la Gorina, che riesce ad assicurarsi la partecipazione della bella vedova Fausta Sánchez, per la quale Tereso nutre dei sentimenti teneri ed ingenui. Le due donne intendono volgere a loro vantaggio la debolezza del generale per la marchesa Sánchez, disposta a diventare la sua amante per trarne dei benefici economici.
Nel frattempo l'agente segreto del Cinco, alla vigilia della mascherata, si reca in una cittadina, dove incontra il Saverio. Il Perro tempo prima aveva individuato un certo numero di soggetti pericolosi per il potere di Tereso, potenziali rivoluzionari che teneva sotto controllo fingendosi il capo di un inesistente partito segreto che tramava ai danni della dittatura. Il Perro, in qualità di capo del partito, ordina a Saverio, un giovane estremista entusiasta di morire per la causa del proletariato, di inserirsi nella villa della Gorina travestito da cameriere per posizionare una bomba nella stanza da letto di Tereso; il piano del Perro e del Cinco sarebbe stato di sorprendere il Saverio in flagrante e di arrestarlo sotto gli occhi di Tereso, che avrebbe conferito loro gloria e ricchezza per aver sventato l'attentato.
Nella vicenda si inserisce anche il fratellastro di Saverio, Sebastiano, un aitante giovane totalmente indifferente alle questioni politiche che tanto coinvolgono Saverio, ma che, origliando una conversazione fra il Perro e il Saverio, viene a sapere che questi ultimi intendono far esplodere la villa della Gorina. Sebastiano allora decide di fingere di voler prendere parte all'azione rivoluzionaria al fine di salvare la vita a Fausta, della quale è pazzamente innamorato, mentre per Fausta egli è solo uno dei suoi tanti amanti. Infatti, prima della festa, Sebastiano sorprende Fausta nel mezzo di un rapporto sessuale con un servo di nome Doroteo. Anche Tereso scopre del tradimento della donna, informato da un suo agente; per vendicarsi, decide di utilizzare il suo potere per costringere Fausta a maritarsi con Doroteo la sera stessa.
Tuttavia succede un imprevisto: proprio nel momento in cui il Saverio sta mettendo l'ordigno esplosivo nella stanza da bagno adiacente alla camera di Tereso, Fausta entra nella stanza e sorprende il Saverio che, “agendo da vero rivoluzionario” strangola Fausta. Tereso, che ha udito un breve urlo della donna, accorre, sfonda la porta e spara al Saverio, e immediatamente annuncia che le nozze di Fausta con Doroteo sono annullate: al loro posto si sarebbe celebrato il funerale della donna.
Il capo della polizia, Cinco, che aveva promesso a Tereso di occuparsi in modo discreto di questo attentato (di cui aveva parlato col generale, affermando di esserne venuto a conoscenza mediante delle indagini) è chiaramente rovinato. Il Perro quindi dà il colpo di grazia al Saverio sparandogli alla nuca, non avendo più interesse ad un grande processo.

## Edizioni
- Alberto Moravia, La mascherata, Milano: V. Bompiani e C., 1941
- Alberto Moravia, Romanzi brevi: (La mascherata, Agostino, La disubbidienza, L'amore coniugale), Milano: V. Bompiani 1949
- Alberto Moravia, La mascherata, introduzione di Marino Biondi; bibliografia di Aline Nari; cronologia di Eileen Romano, Milano: Bompiani, 1997
- In 2: Romanzi e racconti, 1941-1949, a cura di Simone Casini; introduzione di Piero Cudini, Milano: Classici Bompiani, 2002

il libro è stato inoltre tradotto in inglese, danese, ceco, serbo, spagnolo, francese, portoghese, rumeno.